# Jacob Levy (sospechoso)
Jacob Levy (Aldgate, fecha desconocida de 1856-Hospital Friern, 29 de julio de 1891) fue un carnicero británico que vivió en el barrio londinense de Whitechapel en 1888. Según varios indicios, es uno de los sospechosos con más posibilidades de ser Jack el Destripador.

## Biografía
Provenía de una humilde familia, se crio en Aldgate y su padre le enseñó a ser carnicero, el oficio de su familia. Tenía un primo, Joseph Hyam Levy, quien también era carnicero.
El censo británico de 1881 lo registró viviendo en la calle Fieldgate de Whitechapel, junto a su esposa Sarah y dos hijos. En abril de 1886 fue condenado por hurto de carne, a un año de encierro en la prisión de Holloway.
El 15 de agosto de 1890 fue internado en el Asilo Lunático de Colney Hatch. Se registró su estatura (1.61 m), que sufría de parálisis general de los dementes y el informe médico declara: «siente que, si no se le restringe, hará algo de violencia a alguien». Murió de sífilis en 1891.

## Investigación
En 1888 la policía no acusó a Levy, pero si buscó a un hombre blanco, de menos de 1.70 m de estatura, carnicero y judío. El caso fue cerrado en 1891, el año de muerte de Levy.

### Feminicidio de Chapman
La madrugada del 8 de septiembre de 1888, Annie Chapman fue asesinada en el patio de su domicilio en la calle Hanbury a las 5:35 horas. El cadáver fue descubierto veinte minutos después por su vecino John Davis.
La policía tomo declaración a Elizabeth Long, quien instantes antes del crimen observó a la víctima caminando con un hombre en aquel patio. Describió al sujeto como un hombre blanco, de aproximadamente cuarenta años, menor a 1.65 m de estatura y aparentemente judío.

### Feminicidio de Stride
La madrugada del 30 de septiembre de 1888, Elizabeth Stride fue asesinada en la calle Berner a las 00:45 horas. Louis Diemschutz encontró su cadáver 15 minutos después.
A las 00:35 horas el agente de policía William Smith, quien patrullaba por la zona, observó a la víctima con un hombre en la calle Berner. Describió al individuo como blanco, de unos 28 años de edad, de menos de 1.70 m de estatura, con una cervadora negra, de aspecto «respetable» y sosteniendo un paquete envuelto en periódico de aproximadamente 45 cm.
El ataque fue presenciado por Israel Schwartz, quien se asustó y salió corriendo del lugar. En su declaración testimonial, Schwartz describió al asesino como un hombre blanco, de aproximadamente 30 años, con bigote, de menos de 1.70 m de estatura y aparentemente alcoholizado.

### Feminicidio de Eddowes
Casi una hora después, Catherine Eddowes fue asesinada en la Plaza Mitre a las 1:40 horas y el agente de policía James Harvey encontró su cadáver 5 minutos después. En la autopsia Frederick Gordon Brown, el cirujano de la Policía Metropolitana de Londres, dictaminó que el asesino probablemente era un carnicero.
La policía interrogó al mueblero Harry Harris, al comerciante Joseph Lawende y al carnicero Joseph Hyam Levy (primo de Jacob); todos judíos y quienes habían visto a la víctima junto a un hombre a las 1:35 horas. Sólo Lawende pudo describir al varón y lo identificó como un hombre blanco, de menos de 1.70 m de estatura, con barba y bigote, aparentemente obrero y judío.

### Feminicidio de Kelly
La madrugada del 9 de noviembre de 1888, Mary Jane Kelly fue asesinada en su domicilio de la calle Dorset a las 3:00 horas. Thomas Bowyer encontró su cadáver a las 10:45 horas.
La policía interrogó al obrero George Hutchinson, quien se acercó a la comisaría días después y declaró haber visto a Kelly ingresar a su domicilio con un hombre a las 2:05 horas. Si bien hoy se cree que exageró en su testimonio, describió al hombre como blanco, de aproximadamente 35 años, de 1.70 m de estatura, con bigote y aparentemente judío.

## Acusación contra Levy

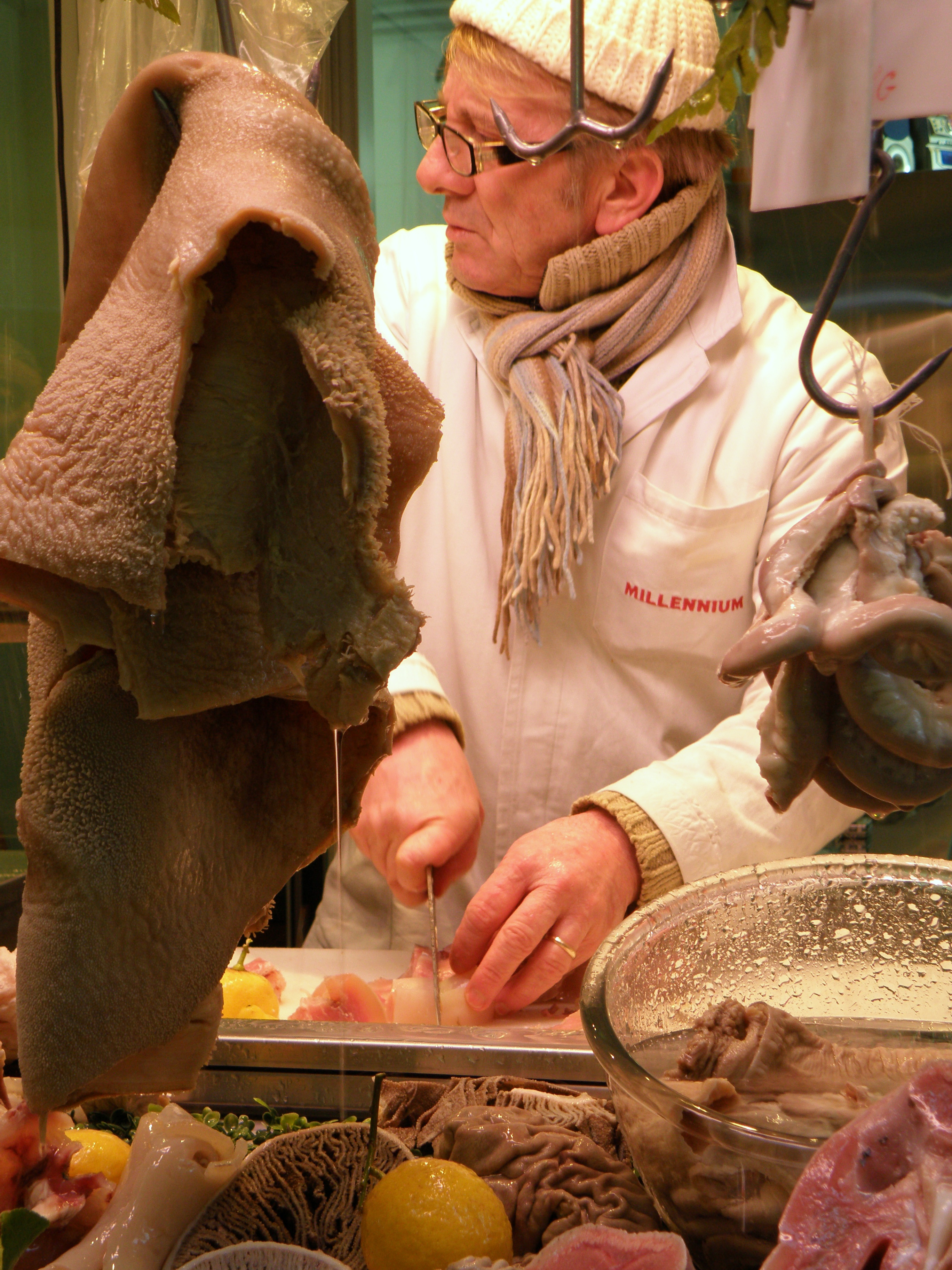
Al ser un carnicero, Levy tenía los conocimientos para destripar.

Levy coincide con la descripción física declarada por los testigos; hombre blanco, estatura no superior a 1.65 m, barba y bigote, obrero y aparentemente judío. Además, coincide con el perfil criminal del asesino; psicópata, carnicero (necesarias habilidades para extraer ciertos órganos), de clase baja y probablemente seropositivo.
En el siglo XXI con programas de inteligencia artificial se identificó al barrio de Aldgate como el domicilio del asesino, puesto que debió cambiarse en la noche del «doble evento» y salió a refugiarse. Levy vivía en la calle Middlesex, que estaba cerca de donde Catherine Eddowes fue asesinada.

### Tesis
En 2009 se lanzó el videojuego Sherlock Holmes contra Jack el Destripador, donde la investigación conduce a Levy como el asesino y; según este; el asesino fue entregado a la comunidad judía. Finalmente, la Scotland Yard cerró el caso cuando Levy murió en 1891.
En 2019 la escritora Hallie Rubenhold publicó «Las Cinco: Las vidas no contadas de las mujeres asesinadas por Jack el Destripador», donde identifica al asesino con Levy. En 2021 su libro se convirtió en el pódcast «Bad Women: The Ripper Retold».
En 2021 la escritora Tracy I'Anson publicó su libro «Jacob the Ripper», donde identifica al asesino con Levy. En 2024 Prime Video estrenó «The Trial of Jack the Ripper», un documental sobre la hipótesis de esta obra y con la participación de I'Anson.

### Inocencia
En 2021 el pódcast «Bad Women: The Ripper Retold», investigó la presunta autoría de Levy y la psiquiatra Jennifer Wallis lo descartó. Ella concluyó: «es poco probable que una persona en la condición de Levy hubiera podido llevar a cabo asesinatos en serie y ocultar persistentemente haberlo hecho».
Actualmente el individuo con más posibilidades de ser el asesino en serie, según varios expertos, es el zapatero judío David Cohen (alias de Nathan Kaminsky). Este hombre fue encerrado en el Asilo Lunático de Colney Hatch en diciembre de 1888, descripto como un violento misógino y murió allí de sífilis en 1889.